# Josef Neumayer

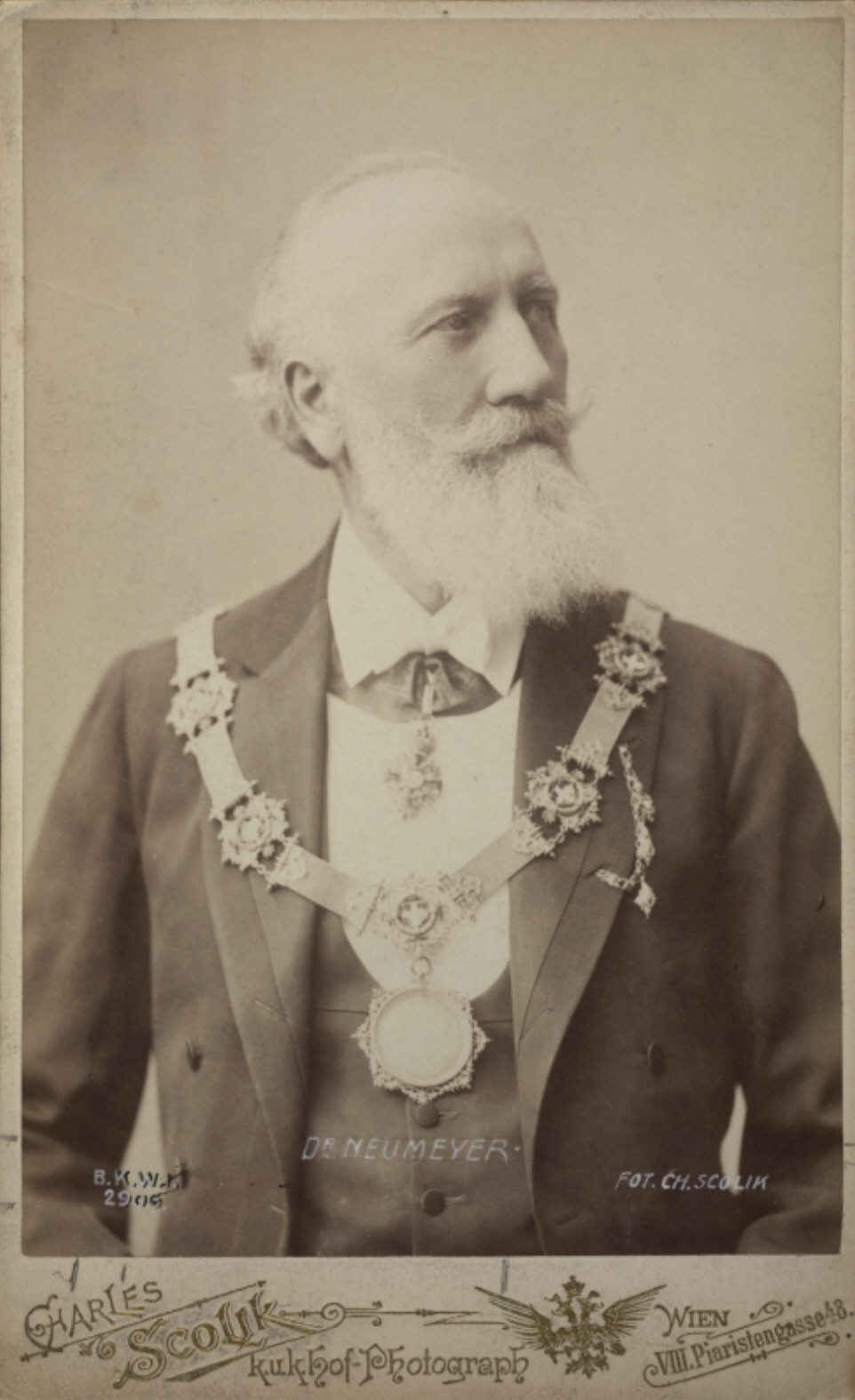
Josef Neumayer, fotografiert von Charles Scolik

Josef Neumayer (* 17. März 1844 in Mariahilf; † 25. Mai 1923 in Wien) war ein österreichischer Jurist und christlichsozialer Politiker und von 1910 bis 1912 Wiener Bürgermeister.
Neumayer besuchte das Josefstädter und das Schottengymnasium und studierte anschließend Rechtswissenschaften. Ab 1873 arbeitete er als Strafverteidiger, ab 1877 als Hof- und Gerichtsadvokat. 1885 wurde er Vermögensverwalter des Kaiserin-Elisabeth-Hospitals in Bad Hall.
Politisch stand Neumayer ursprünglich den Deutschnationalen nahe, schloss sich dann jedoch der Christlichsozialen Partei Karl Luegers an. Von 1895 bis 1918 war er Gemeinderat, ab dem 22. Mai 1896 auch Vizebürgermeister von Wien. Ab 1902 zugleich Abgeordneter des Niederösterreichischen Landtages. Lueger wünschte eigentlich, dass nach seinem Tod Richard Weiskirchner Bürgermeister wird, doch war dieser als Handelsminister unabkömmlich, sodass Neumayer zum Zug kam. Er wurde am 4. Mai 1910 als Bürgermeister vereidigt. Durch seine zunehmende Schwerhörigkeit war er aber kaum in der Lage, sein Amt auszuüben, was zu heftiger Kritik seitens der Opposition führte. Da er dadurch auch den folgenden Gemeinderatswahlkampf nicht entsprechend führen konnte, trat er am 19. Dezember 1912 zurück. Danach übernahm Weiskirchner dann doch das Amt.
Er war Ehrenmitglied der katholischen Studentenverbindungen KÖStV Rudolfina Wien und KÖHV Nordgau Wien.
Josef Neumayer starb am 25. Mai 1923 und ist in einem ehrenhalber gewidmeten Grab auf dem Hietzinger Friedhof (Gruppe 16, Nummer 45E) beerdigt.